# Programmed Data Processor

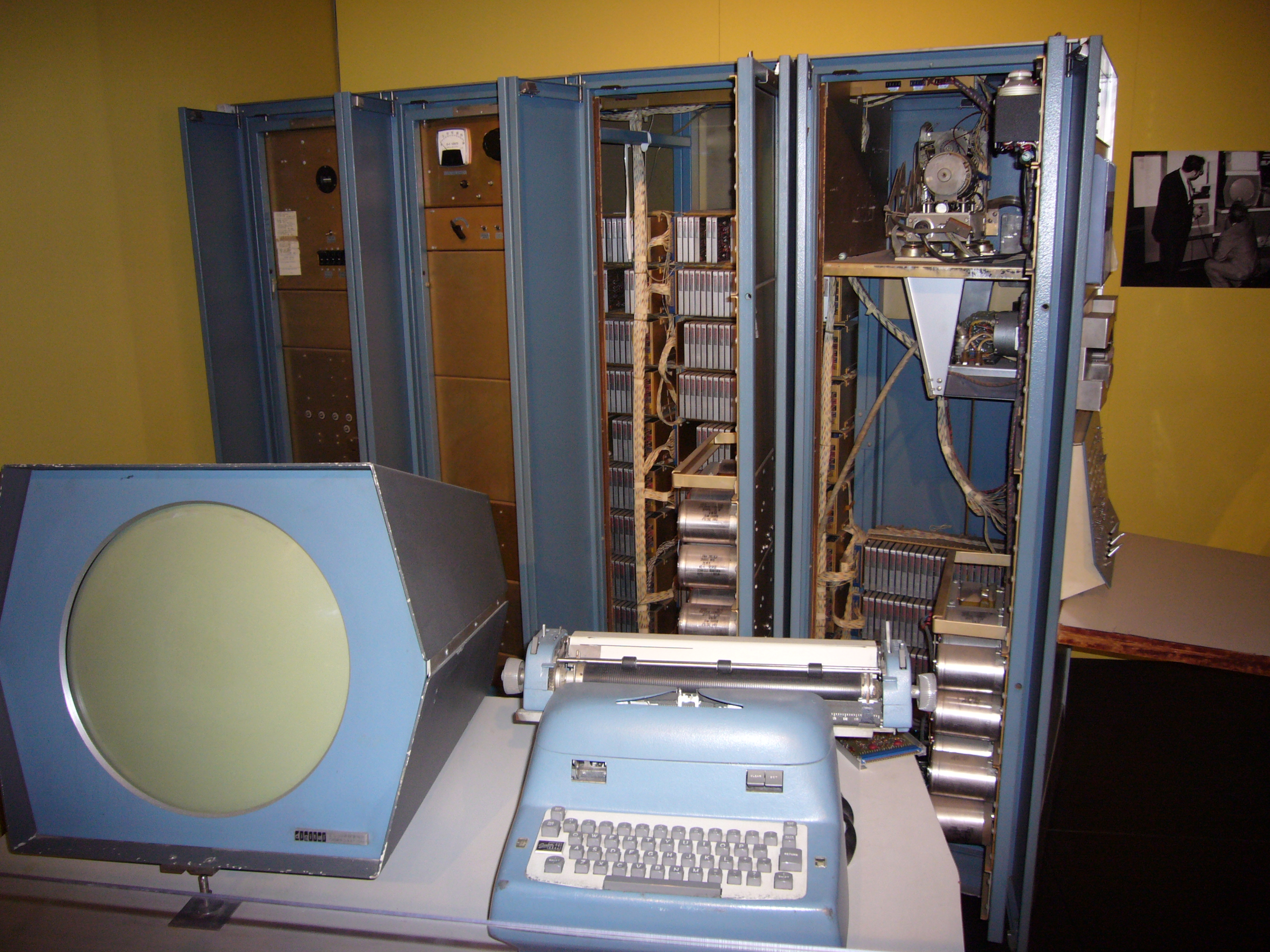
PDP-1

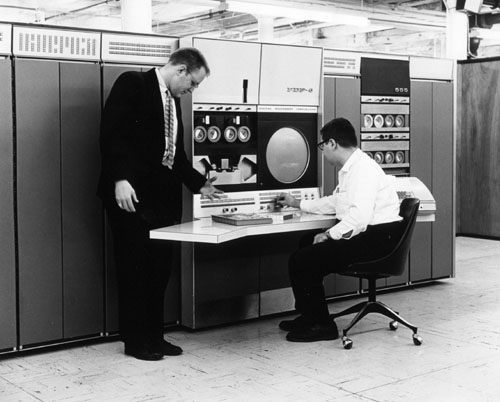
PDP-6

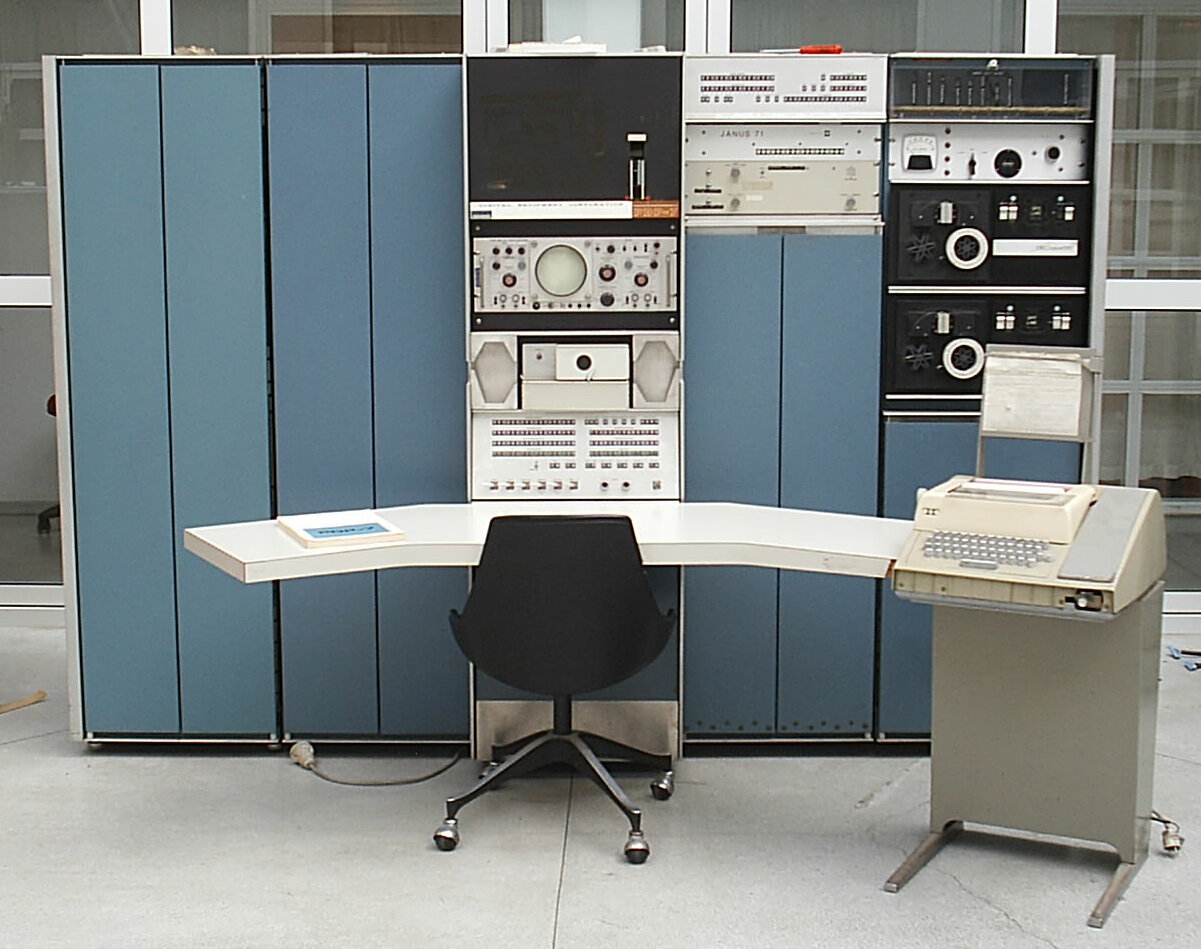
PDP-7

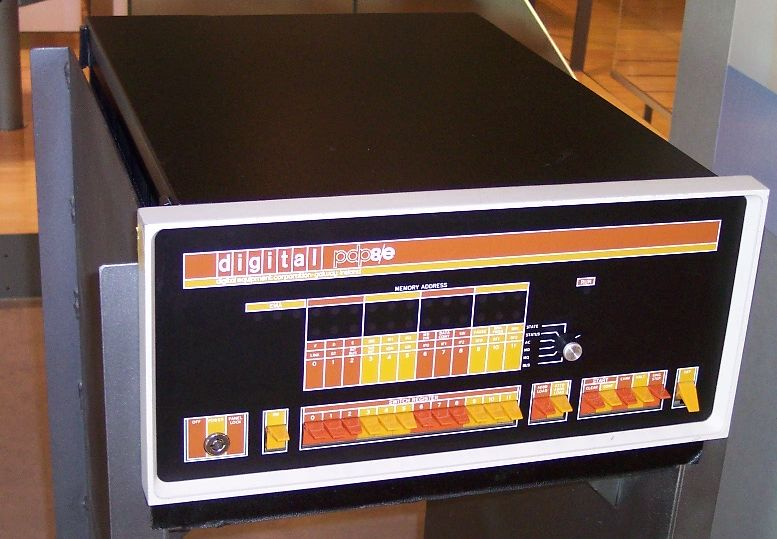
PDP-8/e

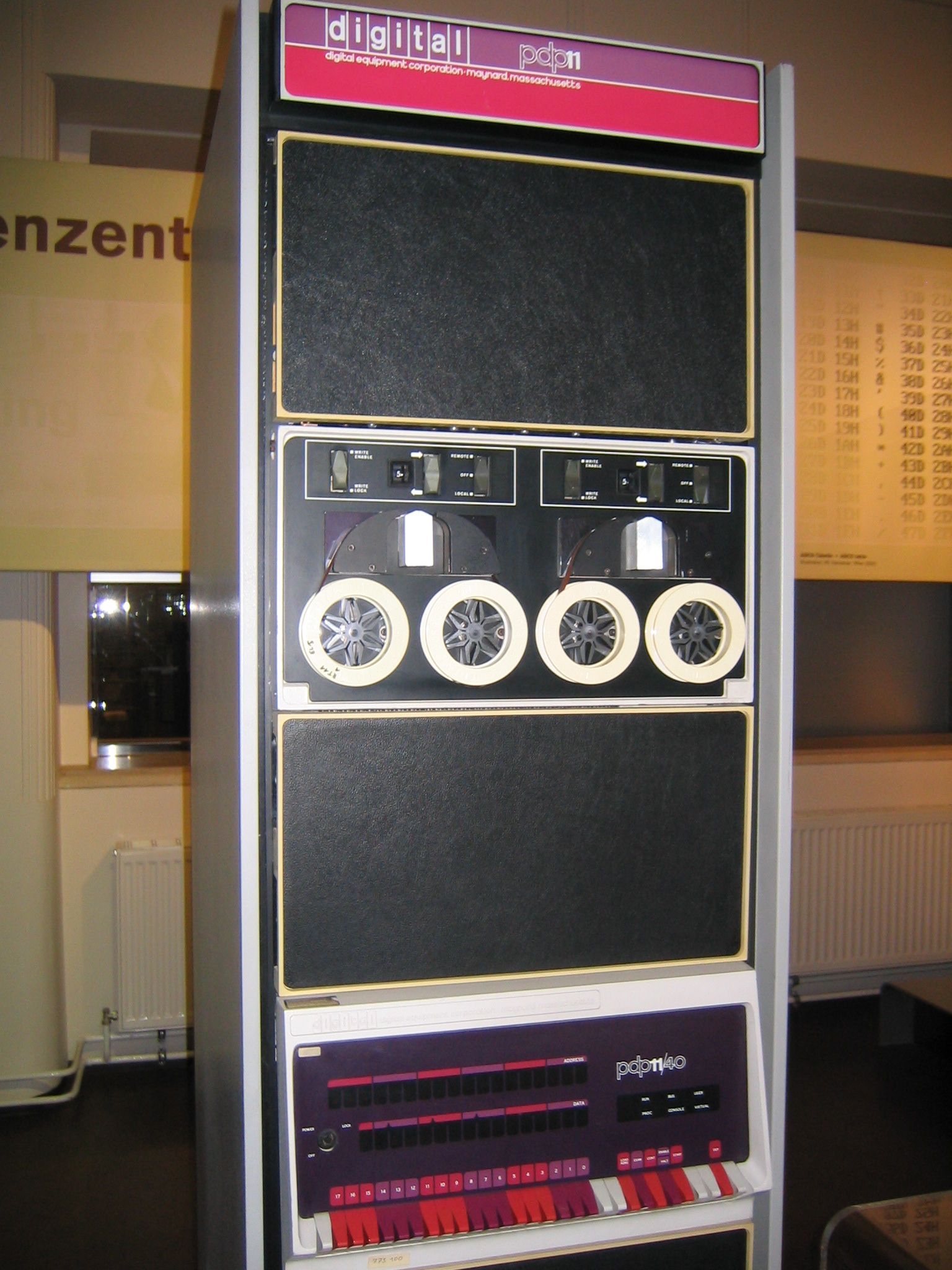
Egy PDP11/40 a bécsi Technikai Múzeumban

A PDP (amely az angol Programmed Data Processor kifejezés rövidítése) egy a Digital Equipment Corporation (DEC) által az 1960-as években elkezdett számítógép-architektúra, illetve egy miniszámítógép-család. A „PDP” elnevezést szándékosan választották, hogy elkerüljék a „computer” szót a termékek nevében – mindezt azért, mert a befektetők (különösen Georges Doriot) nem támogatták volna, hogy a cég „computereket”, „számítógépeket” gyártson, mivel azokat hatalmas, bonyolult és drága gépezeteknek képzelték el. A miniszámítógép kifejezés ebben az időben még nem létezett. A család gépei eleinte különálló tranzisztorokból épültek fel, az integrált áramkörök csak később jelentek meg.

## A számítógép család
A különböző „PDP” gépeket különböző családokba csoportosíthatjuk a szó hosszúságok alapján.

### PDP–1
A sorozat első darabja az 1960-ban gyártott PDP–1, 18 bites szóhosszúsággal és fizikai méretét tekintve egy rack szekrény 4 polcát foglalta el. Az idők folyamán a 18 bites architektúrával rendelkező utódai a PDP-4, PDP-7, PDP-9 és a PDP-15 gépek.

### PDP–2
Egy gyártásba sosem került, 24 bites szóhosszúságú koncepciónak fenntartott elnevezés.

### PDP–3
A PDP-3 a DEC által az amerikai ún. „black budget” (titkos katonai költségvetés) révén a CIA (Központi Hírszerző Ügynökség) kutatási intézetének készített 36 bites gépe, amelyből a rendelkezésre álló információk szerint csupán egy darab készült, így kereskedelmi forgalomba nem került.

### PDP–4
1962-ben mutatták be a PDP–4 modellt, mely a PDP–1-hez hasonlóan 18 bites szóhosszúságú, viszont némi kompromisszumnak köszönhetően, mint például a valamelyest lassabb memória és továbbfejlesztett fizikai felépítés, a gép már csak fele annyiba került, mint a PDP–1. A gép ára 65 ezer amerikai dollár volt akkor, mikor a korabeli, fizikai méreteit tekintve óriási számítógépek ára a millió dolláros kategóriát képviselte.

### PDP–5
A PDP–5 az első ténylegesen kereskedelmi forgalomba került „miniszámítógép” és a cég első 12 bites gépe, amely 1963-ban debütált.

### PDP–6
1964-ben mutatták be a 32 bites PDP–6 gépet, amely sok szempontból a későbbi PDP–10 prototípusának tekinthető.

### PDP–7
1964-ben jelent meg a PDP–7, ami a PDP–4 továbbfejlesztése szintén 18 bites architektúrával, amelyből egy további 7A jelű ráncfelvarrott változat is készült, mellyel együtt összesen 120 példányt adtak el.

### PDP–8
A PDP–8 12 bites gépet 1965-ben mutatták be, mely egyben a cég addigi legnagyobb kereskedelmi sikerét jelentette. Az akkori 18 ezer amerikai dolláros árával rendkívül kedvező volt, és számos iskola és kutatólaboratóriumi intézmény vásárolt belőle.

### PDP–9
1966-ban jelent meg 18 bites architektúrával a PDP–9, ami a PDP–7 továbbfejlesztése, megközelítőleg kétszeres feldolgozási sebesség növekedéssel.

### PDP–10
A PDP–10 (DECsystem-10 néven is ismert) egy 1966-ban debütált 36 bites gép, amelyből számos (KA, KI, KL, KS) implementáció készült, utasításkészlete pedig a PDP–6 számítógéptől származik. Ez már mainframe (nagyszámítógép) kategóriába sorolható.

### PDP–12
1969-ben mutatták be a 12 bites PDP–12 gépet.

### PDP–11
A 16 bites PDP–11 megjelenése 1970-ben történt, amely újabb sikert jelentett a DEC cég számára, a gép különböző implementációit egészen 1990-ig forgalmazták. A PDP–11 számos egyedi újítást vonultatott fel, programozása az elődeinél könnyebb volt, ami többek között a nagyszámú általános célú regiszternek volt köszönhető. A PDP–11 felépítésének sajátosságai nagy hatással voltak a rákövetkező processzorok terveire, mint például a Motorola 68000, a Hitachi H8 processzorcsalád vagy a Texas Instruments MSP430.

## Jelentősége
Ezen a gépcsaládon (egészen pontosan a PDP–8-on) fejlesztették ki a UNIX-ot és a UNIX egyik első verziójában a C programozási nyelvet.

## Operációs rendszere
A leginkább elterjedt operációs rendszere a Digital által specifikusan erre az architektúrára kifejlesztett RSX.

## Kapcsolódó számítógépek
- TX–0 – az MIT Lincoln Laboratory részlegében tervezett számítógép nagy hatással volt a DEC gépek felépítésére, különösen a Ben Gurley által tervezett PDP–1-es modellre; annak gyakorlatilag a megelőző modellje.
- LINC (a Laboratory Instrument Computer rövidítéséből) – ezeket a gépeket eredetileg szintén az MIT Lincoln Laboratory részlege tervezte, de néhány példányt a DEC épített. Nem tartozik a PDP családba, de a PDP–12 elődjeként nagy jelentőséggel bír. A LINC és a PDP–8 voltak gyakorlatilag az első miniszámítógépek, és talán az első személyi számítógépek is. A PDP–8 és PDP–11 volt a két legnépszerűbb PDP modell. A Digital soha nem készített PDP–20 modellt, de a kifejezést gyakran a TOPS–20 (hivatalosan DECSYSTEM–20-ként ismert 36 bites nagyszámítógépes operációs rendszer) rendszerű PDP–10-es gépre alkalmazták.
- SZM EVM (СМ ЭВМ) szovjet miniszámítógép-sorozat.
- DVK – az 1970-es évektől kezdve forgalmazott szovjet személyi számítógép-család, szintén PDP-klón.
- Elektronika BK – szovjet 16 bites, PDP–11 rendszerű személyi számítógép-típus.
- UKNC (Электроника МС 0511; УКНЦ rövidítés alatt is ismert) – szovjet PDP–11-kompatibilis iskolaszámítógép, 1987-től forgalmazták.

## Magyar klónja
A TPA család, avagy a Tárolt Programú Analizátor. A COCOM-lista miatt a KFKI mérnökei által gyakorlatilag egy az egyben keleti alkatrészekből újraimplementált PDP gépcsalád. Ritka esetekben átcímkézett és becsempészett nyugati PDP-ket, sőt VAX-okat takart.

## PDP emulátorok
Jelen sorok írója a ts10-et és a simh-et ajánlja (a simh-hez egyébként a Debian-ban találhatóak előre elkészített image-ek például Caldera UNIX PDP-11 verziójához).
- SIMH
- ts10. VAX és PDP emulátor, a SIMH-hez képest pár érdekes funkcióval (például telnet protokollal elérhető konzol és runtime konfigurálhatóság).